# Pilosocereus machrisii
Pilosocereus machrisii ist eine Pflanzenart in der Gattung Pilosocereus aus der Familie der Kakteengewächse (Cactaceae). Das Artepitheton machrisii ehrt Maurice A. Machris (Los Angeles, USA), nach dem auch die sogenannte Machris Expedition 1956 in Zentralbrasilien benannt wurde.

## Beschreibung
Pilosocereus machrisii wächst strauchig, verzweigt nur an der Basis und erreicht Wuchshöhen von 0,4 bis 3,5 Metern. Die aufrechten, glatten, dunkelgrünen bis blaugrünen, etwas grauen oder glauken Triebe sind schwach verholzt und weisen Durchmesser von 3,2 bis 9 Zentimetern auf. Es sind 8 bis 15 Rippen vorhanden. Die im Jugendstadium durchscheinenden Dornen sind rötlich, bräunlich oder goldfarben. Von den 3 bis 8 aufsteigenden, 1,5 bis 4 Zentimeter langen Mitteldornen ist der längste an alten Areolen abgebogen. Die 9 bis 24 ausgebreiteten Randdornen sind 3 bis 25 Millimeter lang. Der blühfähige Teil der Triebe ist sehr deutlich ausgeprägt und umfasst drei oder mehr Rippen. Aus den Areolen dort entspringen graue, 2 bis 3 Zentimeter lange Haare.
Die trichterförmigen Blüten sind weiß mit rötlichen Spitzen. Sie sind 3 bis 8 Zentimeter lang und erreichen Durchmesser von 3 bis 6 Zentimetern. Die niedergedrückt kugelförmigen Früchte weisen Durchmesser von 2 bis 3,5 Zentimetern auf, reißen seitlich auf und enthalten ein weißes Fruchtfleisch. Die darin enthaltenen Samen sind gehöckert.

## Verbreitung, Systematik und Gefährdung
Pilosocereus machrisii ist in Mittel- und West-Brasilien und im Osten Paraguays auf quarzitischen Sandsteinfelsen in Höhenlagen von 150 bis 1200 Metern verbreitet.
Die Erstbeschreibung als Cephalocereus machrisii wurde 1957 von Elmer Yale Dawson (1918–1966) veröffentlicht. Curt Backeberg stellte die Art 1960 in die Gattung Pilosocereus. Weitere nomenklatorische Synonyme sind Pseudopilocereus machrisii (E.Y.Dawson) Buxb.  (1968) und Pseudopilocereus machrisii (E.Y.Dawson) Buining & Brederoo (1977).
In der Roten Liste gefährdeter Arten der IUCN wird die Art als „Least Concern (LC)“, d. h. als nicht gefährdet geführt.

## Nachweise